# Hệ đo lường quốc tế

7 đơn vị cơ bản SI

Hệ đo lường quốc tế (tiếng Pháp: Système International d'unités; viết tắt: SI), là 1 hệ thống đo lường thống nhất được sử dụng rộng rãi trên thế giới. Nó được sử dụng trong hoạt động kinh tế, thương mại, khoa học, giáo dục và công nghệ của phần lớn các nước trên thế giới ngoại trừ Mỹ, Liberia và Myanmar. Năm 1960, SI đã được chọn làm bộ tiêu chuẩn thu gọn của hệ đo lường mét - kilôgam - giây hiện hành, hơn là của hệ thống đo lường cũ xentimét - gam - giây. Một số đơn vị đo lường mới được bổ sung cùng với sự giới thiệu của SI cũng như vào sau đó. SI đôi khi được tham chiếu tới như là hệ mét (đặc biệt tại Mỹ, là quốc gia vẫn chưa thông qua việc sử dụng hệ đo lường này mặc dù nó đã được sử dụng rộng rãi trong những năm gần đây, và tại Vương quốc Liên hiệp Anh và Bắc Ireland, là quốc gia mà việc chuyển đổi vẫn chưa hoàn thành). Hệ đo lường quốc tế tham chiếu đến các tiêu chuẩn đặc trưng của đo lường có nguồn gốc hoặc mở rộng từ hệ mét; tuy nhiên, không phải toàn bộ các đơn vị đo lường của hệ mét được chấp nhận làm đơn vị đo lường của SI. Các nhà khoa học vừa công bố một đơn vị tính trọng lượng mới vào hệ đo lường quốc tế, các đơn vị đo lường mới là ronnagram và ketagram, theo 1 số thông tin chưa chính thức thì 1 ronnagram= 1x1027 gram, 1 ketagram= 1x1030 gram
Có 7 đơn vị cơ bản và một số đơn vị dẫn xuất, cùng với 1 bộ các tiền tố. Các đơn vị đo lường phi SI có thể chuyển đổi sang đơn vị đo lường của SI (hoặc ngược lại) phù hợp với các hệ số chuyển đổi đơn vị đo lường. Hầu hết mọi đơn vị phi SI đã được định nghĩa lại theo các đơn vị của SI.

## Nguồn gốc

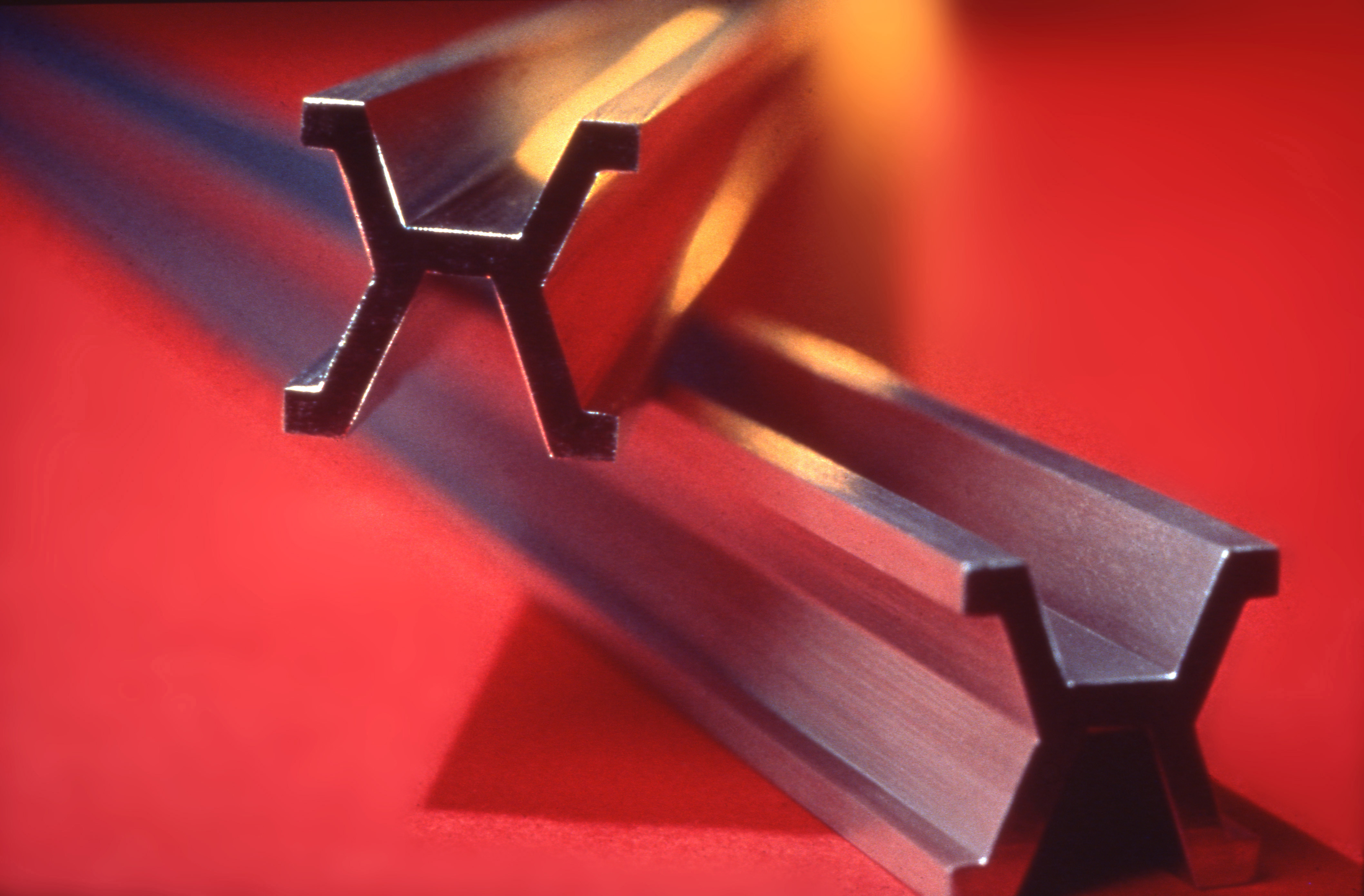
Mét